# Пир Шарафшах Дулаи Талеши
Пир Шарафшах Дулаи Талеши (тал. Pir Šərəfšah Dulai Taleši; середина XIV века/XIII век, д. Дарсара, Талыш — середина XV века, д. Дарсара, Талыш) — известный суфийский дервиш и мистик, талышский поэт, основатель поэтического направления Шарафшахи.

## Биография
Настоящее имя Сеййид Шарафеддин, отца звали Абдуллах. Позже стал известным, как автор любимых в народе двустиший (дубайты) Пиром Шарафшахом Дулаи. Его также называли «Веселым дервишем».
Сеййд Шарафшах провёл своё детство и юность в родной деревне Дарсара в Талыше. По легендам известно, что он был способен творить чудеса, и в разных вариантах легенд говорится, что поэт пережил безответную любовь. Также упоминается и популярен эпизод сватовства молодого Шарафшах к красавице Хурису, сестре гаскарского правителя Амира Сасана. По истории Гиляна известно, что Амир Сасан пришёл к власти в 1389 году. Отсюда следует, что логична возможность того, что Пир Шарафшах жил и творил в середине XIV века и середине XV века.
Начальное образование он получил в родном Хораске, после направился в Неджеф и в другие города региона для продолжения своего образования, овладел религиозно-философскими науками, далее вернулся в Дарсара, вблизи нынешнего Резваншахра и прожил там до конца жизни.
Шарафшах либо занимался земледелием, как остальные жители деревни Дарсара, либо плавлением и продажей изделий из драгоценных металлов, столь востребованным в ту пору.
Дата рождения и смерти не известна. По одной из легенд, говорится, что он был убит в Дарсаре, где жил, из-за некоторых суфийских убеждений.

### Поэзия
В то время массово образовались различные суфийские секты, течения. Поэты стали писать и создавать произведения на местных языках, отличных от фарси, который считался литературным языком, чтобы разъяснять народу мистические вопросы и религиозную мистику. Именно в такой ситуации Шарафшах тоже решает написать двустишья на родном талышском и на западном диалекте гилякского, которым, тоже неплохо владел. Его произведения наполнены архаичными слова и выражениями, которые нынче не используются в современном талышском и гилякском, их могут разъяснять только лингвисты с определенной подготовкой.

##### Пример четверостишия[2]
| На талышском | Перевод |
| --- | --- |
| Mynim Šərəfšah, del bəty ešǧi nalešim, Məhbubane səru dim dəsun-balešim. Bə gəz kam, vəli bə pənha cəndin alešim, Həman be Dula, gujedin jek in talešim. | Я Шарафшах, влюблен в тебя, Влюбленные прислонятся ко мне словно к подушке, Я невысок, но широкоплеч, Я тот человек, которого в Дулайе зовут талышом. |

#### Обнаружение
В 1970–1976 годах учащийся в Бухаресте студент из Ирана Мохаммад Али Сути случайно наткнулся на рукопись Пира Шарафшаха, состоящую из 788 двустиший, в библиотеке Румынской академии наук. Позже этот «Диван» был издан в Тегеране 2005-м году. Как рукопись попала в Бухарест неизвестно.

#### Шарафшахи
Ещё 54 двустишия поэта были опубликованы под названием «Маленький Диван». Эти двустишия были написаны не в широко распространённом стиле аруз, а в слоговом жанре. В иранском литературоведении в честь поэта их называют «Шарафшахи». Большинство «Шарафшахи» по своему содержанию носят нравственный, мистический и религиозный характер.

## Память
В конце весны и начале лета множество людей приезжают в лес Хафт-Даганан и ставят палатки, читают его шарафшахи воспевая поэта.